# Matachí
Matachí är en kommun i Mexiko.   Den ligger i delstaten Chihuahua, i den nordvästra delen av landet, 1 400 km nordväst om huvudstaden Mexico City. Antalet invånare är 3 104. Arean är 830 kvadratkilometer.
Terrängen i Matachí är huvudsakligen kuperad, men åt sydost är den platt.
Följande samhällen finns i Matachí:
- Rancho Blanco